# Triopsidae
Triopsidae är en familj av kräftdjur. Triopsidae ingår i ordningen sköldbladfotingar, klassen bladfotingar, fylumet leddjur och riket djur. Enligt Catalogue of Life omfattar familjen Triopsidae 10 arter. 
Triopsidae är enda familjen i ordningen sköldbladfotingar.
Kladogram enligt Catalogue of Life och Dyntaxa:
| Triopsidae | \| \| Lepidurus \| \| \| \| \| \| Triops \| \| \| \| |
|            | \| \| Lepidurus \| \| \| \| \| \| Triops \| \| \| \| |
|            | Lepidurus                                            |
|            |                                                      |
|            | Triops                                               |
|            |                                                      |